# Abaton (Kino)

Das Logo des Abaton

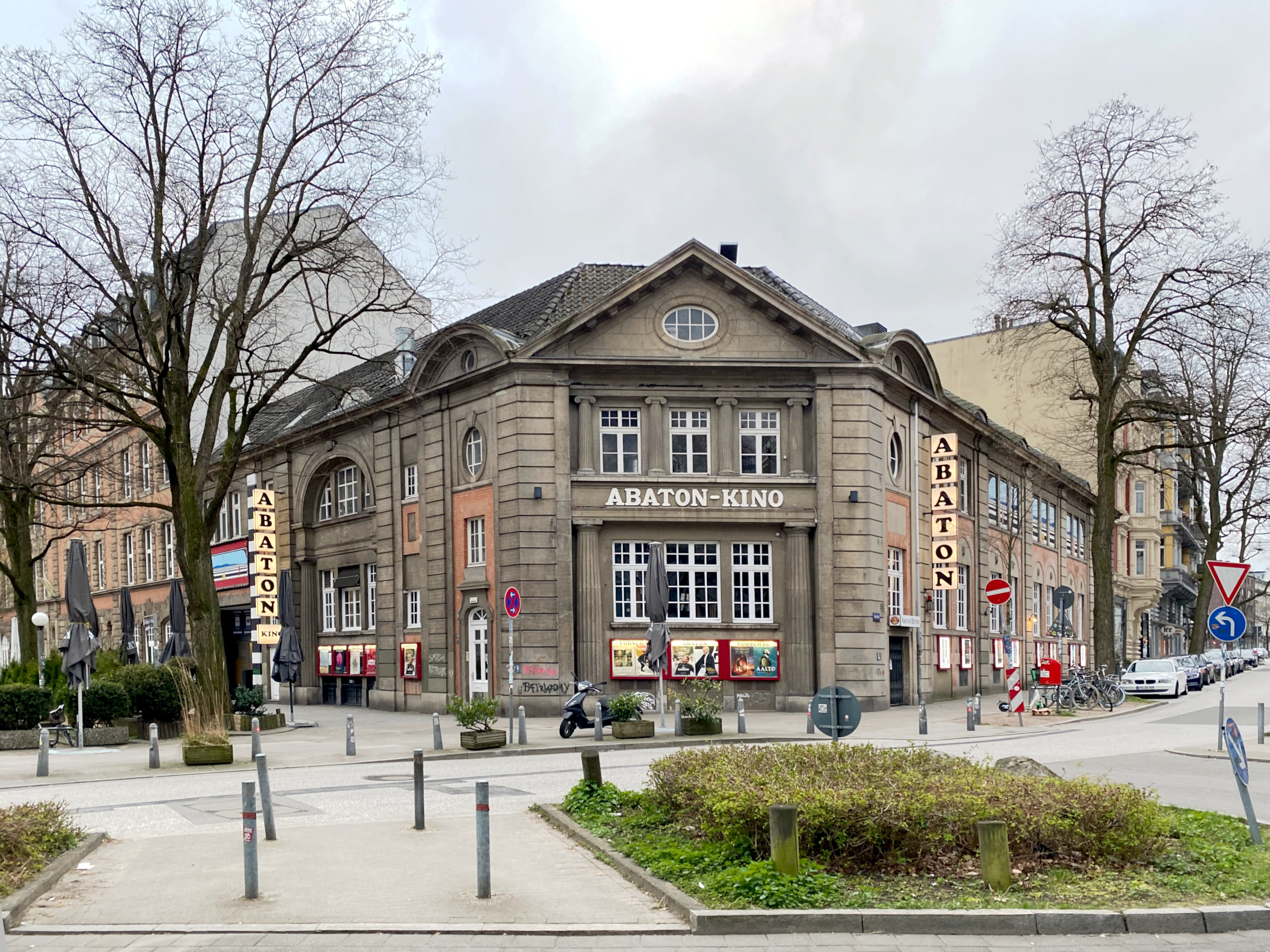
Abaton-Kino in Hamburg (2021)

Das Abaton (griechisch ἄβατον, „Heiliger Ort“; vergleiche Abaton) ist ein seit 1970 bestehendes Kino auf dem südlichen Eckgrundstück zwischen Grindelhof und Allende-Platz im Hamburger Stadtteil Rotherbaum, in direkter Nachbarschaft der Universität Hamburg. Es gilt nach dem Cinema im Ostertor in Bremen als eines der ersten Programmkinos in Deutschland.
Der Eingangsbereich wird von den Wandmalereien des Künstlers Werner Nöfer geprägt.

## Ausrichtung
Mit seiner Ausrichtung auf Filmemacher-, Underground- und Avantgardefilme grenzte sich das Abaton deutlich von den Programmen der übrigen Hamburger Kinos ab. Zusätzlich zu den planmäßig vorgeführten Filmen gehörten stets anschließende Kurzfilme. Um die wirtschaftliche Existenz zu sichern, wurden im Lauf der Jahre neben politischen Filmen und Filmkunst auch massentauglichere Werke in das Programm aufgenommen, dies jedoch immer mit einem gewissen Anspruch, häufig eingebettet in begleitende Filme. Gegenwärtig ist das Abaton in Hamburg fest etabliert und zeigt vorwiegend aktuelle Filme abseits des Popcorn-Kinos, oft im Originalfassung mit Untertiteln (OmU), daneben aber auch Filmklassiker, Dokumentationen, Kinderfilme und thematische Reihen. Überproportional oft sind auch Regisseure, Autoren, Darsteller und andere Filmschaffende im Abaton zu Gast.

## Technische Ausstattung
Das Abaton verfügt über drei Vorführsäle mit zusammen etwa 520 Sitzplätzen. Das Große Kino bietet 288 Sitzplätze mit einer Leinwand von 25 m². Das Obere Kino hat 136 Plätze, eine 12 m² große Leinwand und das Kleine Kino hat 96 Plätze und mit einer Leinwand von 11 m². Alle Säle sind mit digitalen Videoprojektoren und Dolby Digital 5.1 Tonsystemen ausgestattet. Das Große Kino hat zusätzlich einen analogen 35 mm-Filmprojektor für herkömmliche (analoge) Filme.

## Geschichte

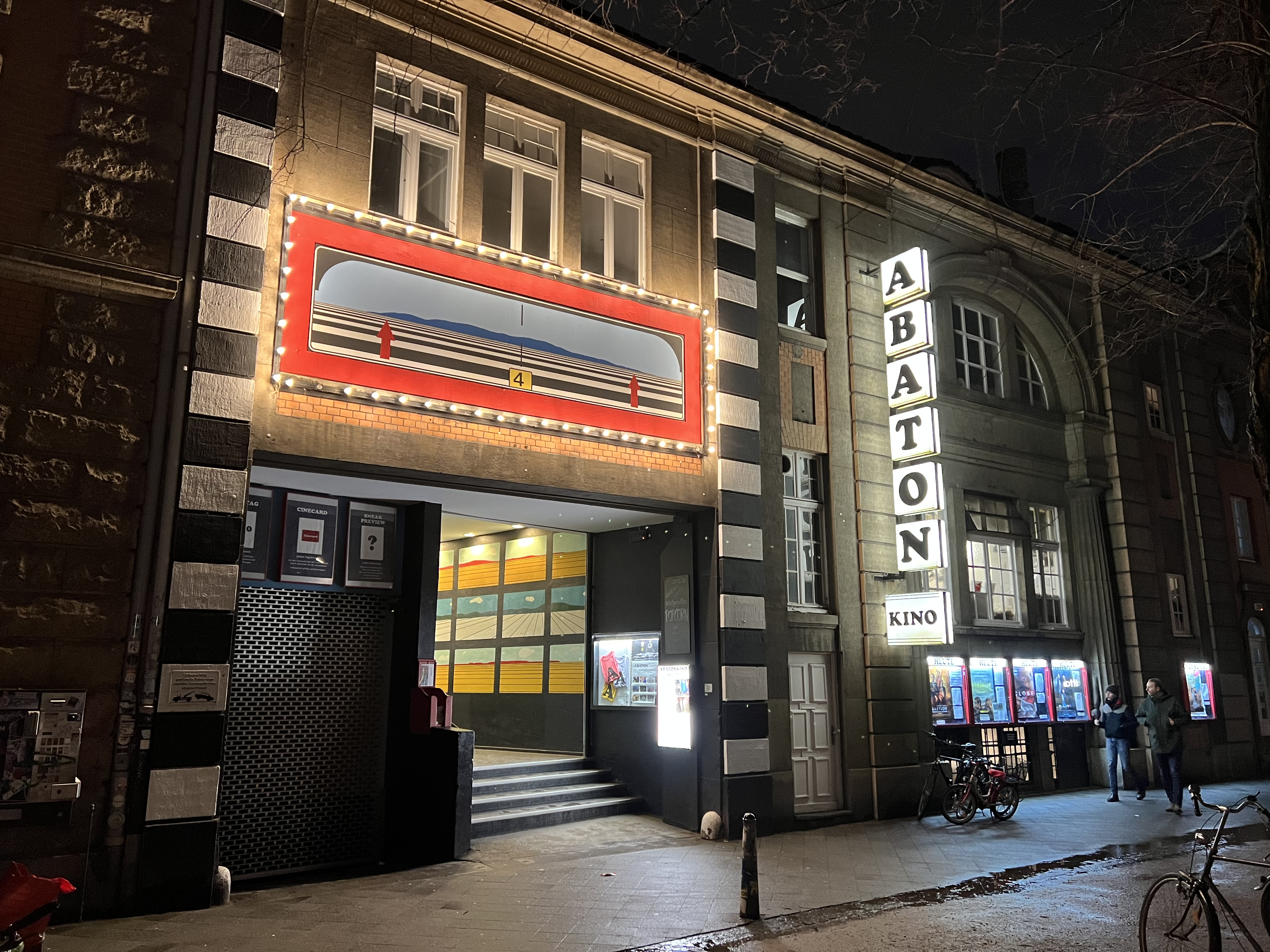
Abaton-Kino in Hamburg-Rotherbaum bei Nacht (2023)

Ziel von Werner Grassmann und Winfried Fedder war es, auch einen Spielort für Filme zu etablieren, die in den „üblichen“ Kinos in Deutschland nicht gezeigt wurden. Dazu richteten sie das Abaton Kino in dem als Parkhaus genutzten Eckgebäude Allende-Platz 3 / Grindelhof ein. Zusammen mit dem Kino wurde eine Kneipe mit Mobiliar aus einer aufgegebenen Gaststätte am Hauptbahnhof eingerichtet. Die Eröffnung fand am 29. Oktober 1970 statt. Zu den Ehrengästen gehörten der Hamburger Finanzsenator Hans Rau, der Kultursenator Reinhard Philipp sowie Hans Wolffheim, Carlos Diegues, Kenneth Anger, Jonas Mekas, Stephen Dwoskin, Brigid Polk und Constantin Costa-Gavras, dessen Film Das Geständnis hier uraufgeführt wurde und einer der Eröffnungsfilme war. Weitere Beiträge waren Hans-Jürgen Syberbergs San Domingo und D. A. Pennebakers Dokumentation Monterey Pop von 1968.
Anfangs gehörte ein Schallplattenladen im Foyer zum Kino, der jedoch nach kurzer Zeit unter anderem wegen zu häufiger Einbrüche wieder geschlossen wurde. An seiner Stelle wurde ein kleiner Vorführsaal eingerichtet. Eine behördliche Auflage verlangte, dass der große Kinosaal tagsüber als Hörsaal an die Universität Hamburg und die Hochschule für Wirtschaft und Politik vermietet wurde. Dazu konnte der Kinosaal mit einer mobilen Trennwand in zwei getrennte Hörsäle geteilt werden.
Das Abaton schaltete keine Werbung, jedoch profitierte es von dem Ersten Platz in den Alphabetisch sortierten Kinoprogrammlisten in den Tageszeitungen. Seit 1970 legt das Abaton ein gedrucktes Programmheft auf, das in den ersten Jahren lediglich aus einem einseitigen Programmzettel bestand.
Die anfängliche Kneipe wurde später zu einer Pizzeria, deren Räumlichkeiten mittlerweile als Bistro von Dritten betrieben werden. Den Eingangsbereich des Kinos zieren einige Wandmalereien des deutschen Künstlers Werner Nöfer aus dem Jahr 1970. Das Kino wird von der ABATON Kino Betriebs-GmbH und den Geschäftsführern Felix, Philip und Werner Grassmann betrieben. Von 1990 bis Ende 2018 war Matthias Elwardt (heute Geschäftsführer im Zeise Kino) als Programmchef für das Abaton verantwortlich; seit 2020 füllt Felix Grassmann diese Funktion aus.
Mitbegründer Werner Grassmann starb am 14. August 2023.

## AG Kino
Am 17. Februar 1972 wurde in Hamburg die Arbeitsgemeinschaft Kino (AG Kino) gegründet. Sie bestand unter anderen aus dem Abaton, Ziegelhof-Kino (Oldenburg), Cinema Ostertor (Bremen) und dem Studio in den Rathaus-Lichtspielen (Lindau). Die Mitglieder wollten in der Gemeinschaft sowohl Programmanregungen und seltene Filmkopien austauschen als auch ihre Interessen verstärkt gegenüber Filmverleihern vertreten. Einer der größten Erfolge war die gerichtliche Untersagung der bis dato seitens der Filmverleiher üblichen Praxis, den Verleih eines Films an ein Kino gänzlich zu verweigern. 2003 fusionierte die AG Kino mit der Gilde deutscher Filmtheater zur Arbeitsgemeinschaft Kino – Gilde deutscher Filmkunsttheater.

## Trivia
Auf der Eröffnungsvorstellung gab es bei Syberbergs Film San Domingo einen längeren Tonausfall, weswegen Kino-Geschäftsführer Grassmann die anwesenden Hamburger Senatoren solange bei Bier und einem improvisierten Pressetermin in der Kinokneipe aufhielt. Erstaunt über das nur sehr spärlich möblierte und dekorierte Büro, hinterließ Brigid Polk, ebenfalls bei der Kinoeröffnung, einen Abdruck ihrer entblößten und mit Stempelfarbe eingefärbten Brüste an der weißen Bürowand. Dieser Abdruck wurde bei einer Renovierung 1977 versehentlich übermalt.